# Piedimonte San Germano
Piedimonte San Germano é uma comuna italiana da região do Lácio, província de Frosinone, com cerca de 5.108 habitantes. Estende-se por uma área de 17 km², tendo uma densidade populacional de 300 hab/km². Faz fronteira com Aquino, Castrocielo, Colle San Magno, Pignataro Interamna, Terelle, Villa Santa Lucia.

## Demografia
| Variação demográfica do município entre 1861 e 2011                               |
|                                                                                   |
| Fonte: Istituto Nazionale di Statistica (ISTAT) - Elaboração gráfica da Wikipedia |